# Madeleine Opira
Madeleine Opira, född den 21 maj 1981 i Kista församling, är en svensk förespråkare för barns rättigheter och inkludering, samhällsdebattör, författare, och singer-songwriter. Madeleine Opira är grundare av organisationen A Million Minds.

## Biografi
Opira växte upp i Husby en stadsdel i Stockholms kommun. Efter avslutad gymnasieutbildning vid Spånga gymnasium arbetade Opira som volontär inom en satsning för barn och ungdomar i Madrid, Spanien. Opira har studerat juridik och har en examen i juridik från University of Leicester i LLB Law with French Law and Language, där ingick praktik vid Europaparlamentet i Strasbourg. Opira grundade organisationen A Million Minds år 2011 med målet att nyansera bilden av miljonprogrammen, stärka barn och ungas rättigheter i utsatta områden samt bidra till att minska segregationen. Opira skrev sin debutbok Generation Integration samma år, en bok om utmaningar med integrationen i samhället. Opira har en Executive MSc in Social Business and Entrepreneurship från the London School of Economics and Political Science.Opira medverkar återkommande som föreläsare och artist i olika offentliga sammanhang.  

## Priser och utmärkelser
Madeleine Opira blev vald till årets uppstickare och inspiratör i tidningen Shortcut 2011 samt 2012.
Change Leader, Reach for Change Kinneviksstiftelsen 2014.
The Stockholm International Rotary Club Ron Pavellas Award for Community Service 2016.
Iconic Women Leaders of the Decade,Women Economic Forum (WEF), All Ladies League 2016.
Iris stipendiat 2018.

## Artiklar (i urval)
- Bryt segregation med helhetstänk,  Debatt, Expressen.[7]
- Segregationen bryts inte av floskler.[8]
- Agera mot corona i förorterna.[9]
- Her mission: To ignite hope in tomorrow’s generation - The Kloud.[10]